# 贫芒亚属
贫芒亞屬（学名：Drymathele Krecz），为禾本科羊茅属下的一个亞屬，为多年生草本植物，密丛或疏丛。叶片扁平或纵卷，基部无叶耳；圆锥花序开展。
该亚属共有10种，分布于全世界的温寒地带、温带及热带的高山地区。多数种类为优良的牧草。